# Natuurpark Fragas do Eume
Het Natuurpark Fragas do Eume (Galicisch: Parque natural das Fragas do Eume/ Spaans: Parque natural de las Fragas del Eume) is een natuurpark in Galicië in Spanje. Het natuurpark werd opgericht in 1997 en is 9126,65 hectare groot. Het natuurpark omvat heuvelende eikenbossen met riviertjes zoals de Eume. In het park komen verschillende amfibieën, ijsvogel en waterspreeuw voor.